# Eugenio Moreno López
Eugenio Moreno López (mort el 27 d'agost de 1880) fou un advocat, escriptor i polític espanyol, diputat i senador durant el regnat d'Isabel II d'Espanya.
Llicenciat en dret, era amic de José de Espronceda, amb qui va escriure en 28 de setembre de 1838 el drama en prosa Amor venga sus agravios. Fou elegit diputat per Toledo en 1843 i de 1858 a 1863. El 7 de gener de 1843 fou nomenat professor de literatura a l'Escola Especial d'Administració de Madrid. L'11 d'abril de 1851 fou escollit acadèmic de la Reial Acadèmia de la Història, però no en va prendre possessió i la plaça es va declarar vacant el 30 de novembre de 1855. El 26 de novembre de 1857 fou nomenat acadèmic de la Reial Acadèmia de Ciències Morals i Polítiques i en 1866 ingressà a la Sociedad de Bibliófilos Españoles.